# 梁雪芳
梁雪芳（Tanya Leung），香港人，於1980年代加入親台工會港九工團聯合總會青年部，中國國民黨黨員，香港連戰宋楚瑜之友會負責總務保安。她亦曾經是香港民主黨成員，曾多次參加香港的立法會與區議會選舉，惟均告落選。

## 多次參選落敗
梁雪芳曾多次拜訪中華民國台北政府，曾獲華僑聯合總會海外優秀青年榮譽獎章、與中華民國總工會關係良好。2000年香港立法會選舉，曾參選勞工界功能組別選舉，惟最終落選。2003年區議會選舉，以公義同盟名義，在小西灣選區挑戰民建聯港島東支部主席陳靄群，但最後落敗。2004年香港立法會選舉，夥拍柳玉成、劉寶坤出選九龍西而敗北。2007年區議會選舉，以香港南溪行名義出選葵青區議會葵芳選區，挑戰街工立法會議員梁耀忠，但最後落敗。2008年香港立法會選舉，她以藍英同盟主席名義，報名參選新界西，於第11號候選名單排名首位。 由於梁雪芳在選舉刊物刊登中國國民黨黨徽，但並無得到中國國民黨中央之同意，有本港親國民黨組織對此行為非常不滿，並正打算向中國國民黨中央檢舉。加上梁雪芳近年與親中國共產黨之建制派來往甚密，故有人懷疑其選舉經費來源。由於票源與同屬新界西的社民連的陳偉業非常接近，故也有人懷疑梁出選背後是由中共相關人士策劃子。最終她以1,366票（0.34%）落敗，得票排名尾二。